# Brigitte Saby
Brigitte Saby, née le 11 octobre 1955 à Argenteuil, est une architecte d'intérieur, designer et décoratrice française.

## L’enfance et les années de formation
Brigitte Saby est née à Argenteuil le 11 octobre 1955.
Son père, homme d’affaires, travaille dans l’industrie française du textile et le développement international. Par l’intermédiaire de sa mère, qui côtoie des collectionneurs, des créateurs de mode et des artistes, Brigitte Saby fait connaissance de Claude Génia Aranovitch, égérie de Pierre Lazareff, actrice française d’origine russe. De son premier rôle au cinéma aux côtés d’Edwige Feuillère à la direction du théâtre Edouard VII, elle ouvre à Brigitte Saby le monde de l’art. Brigitte Saby sera marquée par Louise Vigée Le Brun, portraitiste française du XVIIIe siècle qui a beaucoup travaillé en Russie, dont elle retiendra le sens de la beauté naturelle, libre et sans apparence.
Elevée au couvent des Ursulines de Lyon, Brigitte Saby intègre le groupe ESSEC, de 1974 à 1978.
Lors de ses études elle effectue son premier voyage en URSS en 1977 à Leningrad, Moscou et Kiev.

## Début de carrière
De 1979 à 1982, Brigitte Saby séjourne à New York.
Elle intègre le groupe ICD Group, pour le commerce de produits chimiques.
Elle vit à Soho dans le milieu des photographes, designers, et des artistes avec lesquels elle se lie.
De 1982 à 1988, de retour en France, elle s’oriente vers le monde de la mode et du textile. Entrée chez Cacharel (entreprise) en 1983, auprès de Corinne Sarrut, elle s’occupe du développement international de la marque.
De 1985 à 1987, elle travaille auprès de Karl Lagerfeld (Groupe Bidermann Haute Couture).
En 1987-1990, elle fait une expérience dans le monde de la joaillerie et horlogerie dans Compagnie Générale Horlogère (CGH).

## Création de sa propre entreprise: de 1990 à aujourd’hui
De 1990 à 1994, Brigitte Saby crée sa première société de design et de mobilier, les Objets Rares. Elle crée une société d’architecture d’intérieur Déco Moscou Paris en 1994. Cette société devient en 2006 l’agence Artefact décoration et Saby Art Style. Brigitte Saby sillonne la Russie (Moscou, Saint-Pétersbourg, Ekaterinbourg, Novossibirsk, Sourgout, Kazan, Samara...). Les russes redécouvrent le métier de la décoration d’intérieur et les artisans des arts décoratifs français.
En 1990, après la chute du mur de Berlin, elle rencontre à Paris Mihkail Krokin, galeriste russe. En 1991, Brigitte Saby retourne en Russie pour faire son premier chantier de décoration à Moscou dans le quartier de Chistye Prudy. Elle s’est fait un nom à Moscou,, et y installe un show-room dans un immeuble d’ateliers d’artistes, rue Vavilova. À Paris le siège de sa société est près de la place de l’Étoile (3, avenue Victor-Hugo, 75116).
À la suite de la crise financière russe de 1998 Brigitte Saby repart à New York, en passant par l’Amérique du Sud (Buenos Aires, Caracas, Rio), où elle développe des chantiers. En 1999, elle est invitée à participer au show case de New York. Le New York Times titre à propos du décor présenté par Brigitte Saby, « the ultimate French lessons ».
Elle mène des projets de décoration et d’architecture d’intérieur à Paris, Moscou, Saint-Pétersbourg, Tokyo, New York : appartements, hôtels particuliers, maisons de campagne. Les créations de Brigitte Saby sont réalisées en France et sont élaborées avec les artisans français dont Yann Jallu, ébéniste ("Creators of Museum Quality Furniture"), Bernard Pictet, verrier, Christophe Rabillé, tapissier, la Fonderie Fodor (agrée EPV - Entreprise du Patrimoine Vivant), l’atelier l’Etoile. Les décors sont installés à l’étranger avec la participation des équipes locales en collaboration avec Brigitte Saby.
Les créations de Brigitte Saby sont présentées dans le monde dans des expositions de décoration et de design.
En Russie, Brigitte Saby organise trois expositions successives en l’honneur de l’artisanat français. En 1996 l’exposition Le style français en Russie, dans l’hôtel particulier du journal Domovoï, inaugurée par Hubert Colin de Verdière, ambassadeur de France à Moscou. En 1998 la deuxième édition du Style français en Russie se tient dans la Maison des sculpteurs, à Moscou. Avec une représentation des principaux acteurs du Comité Colbert, cette exposition est inaugurée par Bernadette Chirac et Naïna Eltsina. En 2000, une troisième exposition, Les décors à la française, au Musée des arts décoratifs de Moscou est inaugurée par  l’ambassadeur Claude Blanchemaison.
En 2010, lors de l’année France-Russie, elle participe à l’exposition L’art de vivre à la française avec Maison & Objet,, au Manège de Moscou.
Au Japon, le travail de Brigitte Saby est présenté lors de deux manifestations internationales à Tokyo en 1998 et en 2001.
En France, au Carrousel du Louvre, lors de la Biennale des Éditeurs en 2006, elle expose pour la première fois une collection de meubles[source insuffisante], acte fondateur du Saby Art Style.
En 2015, Brigitte Saby participe au Salon AD : Mobilier d’exception et objet d’arts décoratifs du XXIe siècle,, au Ministère des Affaires étrangères et du Développement international au Quai d’Orsay.
Le livre Aîtres, être, traits paru aux éditions Hermann en 2009 est dédié à la création de Brigitte Saby.

## Le Style Brigitte Saby
Ses créations sont le fruit d’une recherche avec les commanditaires qui sont ses clients, Brigitte Saby dialogue avec les artisans pour mettre en harmonie formes et matières,. Proche des décorateurs des années 1930 dont elle place la recherche des matières, des volumes et de la lumière au premier rang, elle rend hommage à Andrée Putman qu’elle a connue. Les choix de Brigitte Saby puisent dans son goût pour les matières rares, les couleurs sobres nuancées et chaudes, la suggestion de la nature, le raffinement, la sobriété élégante  des meubles,,,.